# X(3940)
El X(3940) es una partícula con una masa aproximada de 3942 ± 6 MeV/c2 y tiene una paridad (física) positiva C. Fue descubierta por el Belle Collaboration, una colaboración que también ha descubierto el Y(3940) y el Z(3930), mediante el análisis de la reacción e+

e−

 → J/ψ (cc).
El X(3940) tiene los siguientes modos de desintegración:
- DD* + cc (observados en los experimentos)
- DD (no observados en los experimentos)
- J/ψω (no observados en los experimentos)